# Gliese 422 b
Gliese 422 b o GJ 422b è un pianeta extrasolare che orbita attorno alla stella Gliese 422, una nana rossa distante 41 anni luce dal sistema solare.

## Caratteristiche
Il pianeta è grande quasi il doppio della Terra e orbita attorno ad una stella nana rossa, più piccola e fredda del Sole. Il pianeta, considerando dimensioni e massa, potrebbe essere una Super Terra, dotato quindi di superficie solida e avere quindi condizioni adatte allo sviluppo della vita, o un mininettuno, a seconda della composizione chimica del suo interno e delle proprietà dell'atmosfera.
Gliese 422 b orbita attorno alla sua stella a 0,12 UA, ovvero ad appena 18 milioni di chilometri da essa (contro i 150 della Terra), ma poiché la luminosità e il calore di quest'ultima sono inferiori a quelli del Sole il pianeta si trova nella zona abitabile della stella e la temperatura sulla sua superficie potrebbe permettere quindi la formazione di acqua allo stato liquido. La temperatura di equilibrio in superficie è stimata essere di 231 K (-42 °C] e il suo indice di similarità terrestre di 0,71, tuttavia essendo più massiccio della Terra potrebbe essere dotato di un'atmosfera più densa sufficiente a creare un effetto serra in grado innalzare pesantemente la temperatura.